# Пікерас-дель-Кастильйо
Пікерас-дель-Кастильйо (ісп. Piqueras del Castillo) — муніципалітет в Іспанії, у складі автономної спільноти Кастилія-Ла-Манча, у провінції Куенка. Населення — 73 особи (2010).
Муніципалітет розташований на відстані близько 160 км на південний схід від Мадрида, 40 км на південь від Куенки.

## Демографія
Динаміка населення (INE ):